# Подмостки (деревня)
Подмостки — деревня в Починковском районе Смоленской области России. Входит в состав Шмаковского сельского поселения. Население — 1 житель (2007 год).
Расположена в центральной части области в 40 км к юго-востоку от Починка, в 30 км восточнее автодороги А141 Орёл — Витебск. В 31 км западнее деревни расположена железнодорожная станция Васьково на линии Смоленск — Рославль.

## История
В годы Великой Отечественной войны деревня была оккупирована гитлеровскими войсками в июле 1941 года, освобождена в сентябре 1943 года.